# Déclin et survie des grandes villes américaines
 (décembre 2023).
Si vous disposez d'ouvrages ou d'articles de référence ou si vous connaissez des sites web de qualité traitant du thème abordé ici, merci de compléter l'article en donnant les références utiles à sa vérifiabilité et en les liant à la section « Notes et références ».
Déclin et survie des grandes villes américaines (Titre original : The Death and Life of Great American Cities) est un livre sur l'urbanisme écrit par la philosophe de l'architecture et de l'urbanisme Jane Jacobs et publié en 1961. Le livre présente une critique des politiques de planification urbaines des années 1950, rendue responsable du déclin de plusieurs quartiers de villes américaines. Il s'agit du travail le plus connu, le plus vendu et le plus influent de Jane Jacobs.
Jacobs y porte une critique des planificateurs « rationalistes » des années 1950 et 1960, tout particulièrement de Robert Moses, mais aussi des premiers travaux du Corbusier. Elle démontre que la planification urbaine moderniste sous-estime et sursimplifie la complexité des liens entre individus dans leurs communautés respectives. Elle s'oppose également aux plans de renouvellement de l'espace urbain à grande échelle qui affectent des quartiers entiers et à la construction d'autoroutes traversant le centre des villes. Jacobs prend ainsi la défense du développement de zones à usages mixtes (en) et des villes piétonnes, avec des « yeux de la rue (en) » grâce aux passants qui assurent ainsi l'ordre public.

## Urbanisme orthodoxe
Le livre commence par la phrase suivante :
« Ce livre est une attaque envers la planification et la reconstruction actuelles de la ville. »

Jane Jacobs, Déclin et survie des grandes villes américaines, 1961.
Elle raconte un voyage qu'elle a effectué dans le quartier de North End à Boston en 1959, trouvant le quartier accueillant, sûr, actif et sain, ce qui contrastait avec les discussions qu'elle avait eu avec des architectes et des urbanistes renommés qui le qualifiaient de « vrai taudis » en besoin de neuf. Cherchant à stigmatiser la vision actuelle des villes comme  étant une « superstition apprise comme une réalité » qui avait désormais pénétré les pensées des planificateurs, des bureaucrates et des banquiers avec la même puissance, elle retrace brièvement les origines de cet « urbanisme orthodoxe ».

### Description
Pour résumer le développement de la théorie contemporaine de la planification urbaine, Jane Jacobs prend l'exemple du mouvement des cités-jardins initié par Ebenezer Howard. Les cités-jardins sont conçues par une nouvelle forme de planification qui vise à créer une ville autosuffisante, éloignée du bruit et de la misère de Londres de la fin du XIXe siècle, entourée de ceintures vertes agricoles, avec des écoles et des logements entourant un centre composé de commerces de taille restreinte. Cette vision des cités-jardins permettrait d'accueillir au maximum 30 000 résidents par ville, faisant appel à une autorité publique permanente pour réguler avec soin l'usage des terres et réduire la tentation d'agrandir son activité commerciale ou sa densité de population. Les usines industrielles sont autorisées en périphérie, à condition qu'elles soient cachées par les espaces verts. Le concept de cité-jardin est initialement concrétisé au Royaume-Uni à Letchworth et Welwyn, puis aux États-Unis dans la banlieue de Radburn (New Jersey).
Jacobs trace l'influence de Howard auprès de plusieurs urbanistes américains influents (Lewis Mumford, Clarence Stein (en), Henry Wright (en) et Catherine Bauer), un groupe de penseurs que Bauer qualifiait de « décentristes ». Les décentristes proposent d'utiliser la planification régionale comme un moyen d'améliorer les maux des villes congestionnées, d'attirer les résidents vers une nouvelle vie dans des zones et des banlieues à plus faible densité de population, le tout permettant de les extraire de l'espace urbain surchargé. Jacobs met en avant les préjugés anti urbains des défenseurs des cités-jardins et des décentristes, surtout leur intuition commune que les communautés devraient être assignées à un espace prédéfini, que l'usage mixte des terres créait un environnement chaotique, imprévisible et négatif ; que la rue ne permettait pas les interactions humaines ; que les maisons devraient être éloignées de la rue et rapprochées d'espaces verts abrités ; que les zones très denses alimentées par de grandes routes étaient supérieures aux petites zones peu peuplées avec des carrefours qui s'y chevauchent ; que tous les détails importants devraient être dictés par un plan unique et permanent plutôt qu'ils soient façonnés par un dynamisme organique ; et que la densité de population devrait être limitée, ou au moins déguisée pour créer un sentiment d'isolement.
Jacobs continue de suivre le développement de l'urbanisme orthodoxe avec Le Corbusier, dont le concept de Cité Radieuse contenait vingt-quatre unités d'habitation entourant une cité-jardin. Suivant superficiellement les idéaux de faible densité et de plan unique des décentristes, la cité du Corbusier est verticale et peut accueillir 1 200 habitants par acre. D'après l'architecte, sa cité étend les principes initiaux de la cité-jardin – une zone très dense, avec un voisinage planifié, un accès facilité pour les automobiles et un espace vert conséquent pour éloigner les piétons des rues – au sein même de la ville, avec l'objectif explicite de réinventer les centres-villes traditionnels. Jacobs conclut son introduction avec une référence au mouvement architectural City Beautiful, qui a créé les centres civiques (en), remis les boulevards baroques au goût du jour et les parcs urbains au cœur de la ville. Parmi d'autres exemples cités par Jacobs, on retrouve des concepts utilisés dans d'autres contextes, notamment l'idée d'un espace public à usage unique, faisant abstraction des itinéraires naturels de promenade (avec l'exemple de l'Exposition universelle de Chicago de 1893).

### Sources
Voici les sources utilisées par Jane Jacobs dans sa présentation de l'urbanisme orthodoxe :
- Garden Cities of To-morrow, Ebenezer Howard.
- The Culture of Cities, Lewis Mumford.
- Cities in Evolution, Sir Patrick Geddes.
- Modern Housing, Catherine Bauer.
- Toward New Towns for America, Clarence Stein (en).
- Nothing Gained by Overcrowding, Sir Raymond Unwin.
- The City of Tomorrow and Its Planning, Le Corbusier.

### La critique de Jacobs
Jacobs admet que les idées de la cité-jardin et des décentristes sont logiques dans leur contenus respectifs : une ville de banlieue attrayante pour les individus soucieux du respect de leur intimité et passionnées d'automobile devrait mettre en avant ses espaces verts et sa faible densité. La critique de l'urbanisme orthodoxe de Jacobs provient du fait que les préjugés anti urbains sont devenues d'une manière ou d'une autre une partie inextricable des discours universitaires et des consensus politiques sur la manière dont les villes doivent être dessinées, et même des lois fédérales et locales concernant le logement, le financement hypothécaire, la rénovation urbaine et la division foncière. 
« C’est l’événement le plus étonnant de toute cette triste histoire : enfin des gens qui voulaient sincèrement renforcer les grandes villes adoptent des recettes conçues spécifiquement pour miner leurs économies et les tuer. »

Jane Jacobs, Déclin et survie des grandes villes américaines, 1961.
Elle exprime moins de sympathie envers Le Corbusier, notant avec consternation que la cité de rêve, de toutes manières irréalisable et détachée de la vision de l'époque de la ville, « était excessivement applaudi par des architectes, et s'est progressivement concrétisé dans de nombreux projets, allant de logements sociaux à des projets de construction de bureaux. » Elle exprime en outre son inquiétude quant au fait que, en cherchant à éviter d'être contaminés par « la ville de tous les jours », les efforts isolés de City Beautiful ne sont pas parvenus à convaincre les visiteurs, qui n'y ont pas porté attention du tout et qui ont malgré eux participé à accélérer le rythme de la dégradation de l'espace urbain.

## Le rôle des trottoirs
Jacobs décrit le trottoir comme étant un rouage central dans le maintien de l'ordre en ville. « [La ville] est entièrement composée de mouvements et de changements, et même s'il s'agit de la vie de tous les jours et non d'un art, nous pouvons, de manière fantaisiste, trouver qu'il s'agit de l'art de la ville et le comparer à une danse. » Pour Jacobs, le trottoir est une étape quotidienne d'un « ballet complexe dans lequel les danseurs solitaires et les collectifs ont des rôles prédéfinis qui se complètent miraculeusement les unes les autres et créent une symbiose ordinaire. »
Jacobs voit les villes de manière fondamentalement différente des villages et des banlieues, essentiellement parce qu'elles sont remplies d'étrangers. Plus précisément, le ratio étrangers-connaissances est nécessairement inégal à tout endroit de la ville, y compris devant le pas de sa porte, « à cause du grand nombre de personnes dans une petite étendue géographique. » Un problème central de la ville, par conséquent, est de donner aux habitants un sentiment de sécurité, de sûreté et d'intégration sociale au milieu d'un volume conséquent d'étrangers divaguant dans cette dernière. Un trottoir en "bonne santé" est l'élément principal pour répondre à ces besoins, puisqu'il permet de réduire la criminalité et qu'il facilite le contact entre les individus.
Jacobs souligne que les trottoirs des villes devraient être considérés avec leur environnement proche. Ainsi, « un trottoir d'une ville n'est rien tout seul. Il est abstrait. Il ne veut dire quelque chose que lorsqu'il est bordé par un bâtiment, ou qu'il est rejoint par un autre trottoir à proximité. »

### Sécurité
D'après Jacobs, les trottoirs des villes et les personnes qui les utilisent participent activement à la lutte pour le maintien de l'ordre et assurent par conséquent à la sécurité de toute la civilisation. Les passants sont alors plus que des « bénéficiaires passifs de la sécurité ou des victimes impuissantes du danger ». Un trottoir urbain sain ne repose pas sur uniquement sur la surveillance policière pour assurer sa sécurité, mais aussi sur un « réseau complexe, presque inconscient, de contrôles et de normes développées par les gens eux-mêmes, et qu'ils tentent au maximum d'appliquer ». En précisant qu'une rue très fréquentée est susceptible d'être relativement à l'abri de la criminalité, et à l'inverse qu'une rue déserte est plus susceptible d'être dangereuse, Jacobs théorise qu'une importante densité de passage dissuade la plupart des crimes violents, ou au moins assure une présence permanente qui pourrait venir en aide. Plus une rue est animée, plus il est agréable et confortable pour des étrangers de s'y promener, ce qui crée un réseau toujours plus grand d'individus involontaires qui pourraient déceler les premiers signes d'un comportement déviant. En d’autres termes, des trottoirs sains transforment la présence en grand nombre d’étrangers de la ville d’un inconvénient en un avantage.
Ce mécanisme autoentretenu est particulièrement puissant lorsque les rues sont surveillées par leurs « propriétaires naturels », des individus qui aiment observer l’activité de la rue, se sentent naturellement impliqués dans le respect de ses codes de conduite implicites et qui sont convaincus que d’autres viendront les aider si nécessaire. Ils constituent la première ligne de défense pour faire respecter l'ordre sur les trottoirs, le recours à l'autorité policière restant utilisé uniquement si la situation l'exige. Jacobs conclut à trois qualités qui font qu'une rue soit sûre : 
1. Une délimitation claire entre l'espace public et l'espace privé ;
2. Des « yeux sur la rue » et un nombre suffisant de bâtiments avec vue sur la rue ;
3. La présence permanente d' « yeux de la rue » pour garantir une surveillance efficace.

Au fil du temps, un nombre considérable d'études criminologiques ont prouvé l'importance des « yeux sur la rue » dans la prévention du crime,.
Jacobs oppose les propriétaires naturels aux « oiseaux de passage », les habitants temporaires des quartiers qui ne s'investissent pas dans leurs vies. Ils « n'ont pas la moindre idée de qui s'occupe de leur rue, ni comment ». Jacobs prévient que, même si les quartiers peuvent absorber un grand nombre de ces individus, « si et quand le quartier finit par leur ressembler, les rues deviendront de moins en moins sûres, ils ne sauront pas comment réagir… et s'éloigneront. ».
Jacobs fait un parallèle entre les rues désertées et les couloirs, ascenseurs et cages d'escalier déserts des grands ensembles. Ces espaces « aveugles », calqués sur les normes de la vie en appartement de la classe supérieure, sont dépourvus d'équipements de contrôle d'accès au bâtiment, de portiers, de garçons d'ascenseur, de concierges ou de toute autre forme de surveillance, et ne sont par conséquent pas équipés pour accueillir des étrangers, dont la présence devient « une menace automatique ». Ils sont ouverts au public mais incompatibles avec la présence d' « yeux ». Ces immeubles sont donc en « manque de contrôles et de surveillance que l'on trouve dans les rues de la ville », devenant ainsi des emplacements privilégiés pour comportements malveillants. À mesure que le sentiment d'insécurité des résidents grandit, leur rôle dans la vie du bâtiment baisse fortement, les poussant à adopter le comportement des « oiseaux de passage ». Cette situation n'est cependant pas irréversible. Jacobs donne l'exemple d'un projet d'immeuble à Brooklyn qui est parvenu à réduire le vandalisme et le vol en ouvrant les couloirs à la vue du public à travers l'installation d'espaces de jeux et de balcons communs, certains locataires les utilisant même comme espace de pique-nique.
S'appuyant sur l'idée qu'un environnement piétonnier animé est une condition nécessaire à la sécurité de la ville en l'absence d'une force de surveillance permanente, Jacobs conseille l'ouverture de magasins, bars, restaurants et d'autres lieux publics « disséminés le long des trottoirs » afin d'attirer encore plus de passants, à toute heure de la journée. D'après elle, si les urbanistes persistent à ignorer l'importance fondamentale de la vie sur les trottoirs, les habitants auront recours à trois mécanismes d'adaptation face à la désertion de leurs rues :
1. Quitter le quartier, laissant le problème à ceux qui sont trop pauvres pour déménager ailleurs ;
2. Se replier sur l'automobile, en interagissant avec la ville uniquement en tant qu'automobiliste et jamais à pied ;
3. Cultiver un sentiment sécurité renforcée du quartier, en installant des clôtures ou en ayant recours à de la surveillance privée.

### Lien social
Les trottoirs permettent également toute une gamme d'interactions informelles, de la demande d'orientation et l'obtention de conseils auprès de l'épicier à la salutation de passants en passant par l'admiration d'un chien. « La majeure partie des interactions semblent insignifiantes, mais la somme ne l'est pas du tout. » La somme crée « un réseau d'individus respectueux et dignes de confiance » qui « n’implique aucun engagement » et qui protège la vie privée. En d’autres termes, les citadins savent qu’ils peuvent interagir avec des passants sans craindre d' « échange compliqué » ou sans avoir à partager à outrance les détails de leur vie personnelle. Jacobs compare ce réseau aux zones désertées, sans vie de trottoir, notamment dans les banlieues à faible densité de passage dans lesquelles les résidents doivent soit exposer une partie plus importante de leur vie privée à des inconnus, soit se contenter d'un manque total de contacts. Afin de maintenir la première vision, les résidents doivent faire preuve d’une grande détermination dans le choix de leurs voisins et de leur communauté. Selon Jacobs, des arrangements de ce type peuvent bien fonctionner « pour les personnes auto-sélectionnées de la classe moyenne supérieure », mais ne fonctionnent pas pour les autres.
Les résidents des zones sans vie extérieure sont quant à eux conditionnés à éviter les interactions basiques avec des étrangers, en particulier ceux dont le revenu, la race ou le niveau d’éducation est différent, dans la mesure où ils ne peuvent pas s'imaginer entretenir une relation personnelle profonde avec des individus qui n'ont rien en commun avec eux. Cette vision n'est pas applicable aux trottoirs animés, où chacun bénéficie de la même dignité, du même droit de passage et de la même incitation à interagir sans craindre de compromettre sa vie privée ou de créer de nouvelles obligations personnelles. Ironiquement, les résidents des banlieues ont ainsi tendance à avoir moins d’intimité dans leur vie sociale que leurs homologues urbains, en plus d’un nombre considérablement réduit de relations inopinées.

### Assimilation des enfants
Les trottoirs sont d’excellents endroits pour les enfants, car ils peuvent y jouer sous la surveillance combinée des parents et des autres propriétaires naturels de la rue. Plus important encore, les trottoirs sont l'endroit où les enfants apprennent « le premier élément fondamental d'une vie urbaine réussie : les gens doivent assumer un minimum de responsabilité publique les uns envers les autres, même s'ils n'ont aucun lien les uns avec les autres ». Au fil d'innombrables interactions, les enfants acquièrent l'idée que les propriétaires naturels du trottoir sont investis pour leur sécurité et leur bien-être, même sans qu'il y ait de liens de parenté, d'amitié étroite ou de responsabilité formelle. Cette leçon de vie ne peut pas être apprise à l'école ou par l'emploi, car il s’agit surtout d'un acquis organique et informel.
D'après Jacobs, les trottoirs de 30 pi (9,14 m) à 35 pi (10,67 m) de largeur sont idéaux, car ils sont capables de répondre à tous les besoins des jeux des enfants, au mieux dotés d'arbres pour ombrager l'activité, d'une circulation piétonne, d'une vie publique adulte et même de flâneurs. Cependant, elle admet qu’une telle largeur est un luxe à l’ère de l’automobile et admet que les trottoirs de 20 pi (6,1 m) – restreignant le nombre d'activités réalisables comme la corde à sauter mais néanmoins capables de conserver toutes les autres – peuvent également faire l'affaire. Même s’il manque de largeur, un trottoir peut constituer un lieu de rassemblement et d'apprentissage intéressant pour les enfants si l’emplacement est pratique et les rues intéressantes.

## Le rôle des parcs
L'urbanisme orthodoxe définit les parcs comme « une source de bienfaits destinée aux populations défavorisées des villes ». Jacobs met le lecteur au défi d'inverser cette vision et de « considérer les parcs urbains comme des lieux privés qui ont besoin de la bénédiction de la vie et de l'appréciation des visiteurs ». Les parcs deviennent vivants et prospères « en raison de la diversité des usages possibles de ses installations, et de la diversité des utilisateurs et de leurs horaires de passage ». Jacobs propose quatre principes qui déterminent une bonne conception d'un parc : la complexité du passage (une variété d'utilisations possibles et des utilisateurs réguliers), l'emplacement (près d'un grand carrefour, d'un endroit célèbre ou au point culminant de la ville), l'accès à la lumière naturelle et enfin l'environnement (la présence de bâtiments, une diversité de visuels).
La règle fondamentale appliquée aux trottoirs des quartiers s'applique également aux parcs des quartiers : « la vivacité et la variété attirent plus de vivacité ; la mort et la monotonie repoussent la vie ». Selon Jacobs, un parc bien conçu situé au cœur d'un quartier animé peut constituer un énorme atout. Mais face à tant de projets verts qui ne sont pas financés, elle met également en garde contre « un gaspillage d’argent dans des parcs, des terrains de jeux ou d'autres projets de zones de loisirs trop vastes, trop fréquentés, trop superficiels, trop mal situés et donc trop ennuyeux ou trop peu pratiques pour être utilisés ».

## Les quartiers de la ville
Jacobs critique également la vision des urbanistes orthodoxes qui considèrent le quartier de la ville comme une simple composante de cette dernière, dotée d'environ 7 000 habitants, soit le nombre approximatif de personnes nécessaires à l'ouverture d'une école primaire, d'un marché et d'un centre communautaire. Jacobs au contraire que l’une des caractéristiques d’une grande ville est la mobilité de ses résidents et la fluidité de son utilisation, favorisé par des zones de tailles et de caractères variables, et non comme des unités banales. Elle propose ainsi de définir les quartiers sur trois niveaux d'organisation géographique et politique : le centre-ville, les districts et les rues.
La ville de New York est de par sa configuration un grand quartier. Les principales institutions gouvernementales qui s'y trouvent sont réparties dans toute la ville, tout comme de nombreuses institutions sociales (comme les syndicats ou les agences d'intérim) et culturelles (comme les opéras ou les théâtres). À une échelle bien plus petite, les rues – comme Hudson Street à Greenwich Village, où réside Jacobs au moment de l'écriture de son livre – peuvent également agir comme des quartiers. Chaque rue peut avoir son propre type de commerces, accueillir une population particulière, avoir une animation spécifique ou encore une culture propre.
Enfin, le quartier de Greenwich Village est lui-même un quartier, avec une identité partagée et des composantes identiques. L'objectif principal du district est de servir d'intermédiaire entre les besoins des rues, l'allocation des ressources et les décisions politiques prises au niveau de la ville. Jacobs estime la taille effective maximale d'un quartier urbain à 200 000 habitants répartis sur 1,5 milles carrés (3,88 km2), mais préfère une définition fonctionnelle à une définition spatiale : « assez grand pour concurrencer l'hôtel de ville, mais pas trop grands pour que les quartiers soient capables d'attirer l'attention du district ». Les limites des districts sont fluides et se chevauchent, mais peuvent parfois être définies par des obstacles physiques tels que des routes ou des points de repère.
En clair, Jane Jacobs définit la qualité d'un quartier en fonction de sa capacité à se gouverner et à se protéger au fil du temps, en combinant coopération résidentielle, influence politique et vitalité financière. Jacobs recommande quatre piliers pour planifier efficacement les quartiers urbains :
1. Favoriser les rues animées et attractives ;
2. Faire en sorte que le réseau routier soit aussi continu que possible dans les quartiers suffisamment grands pour qu'ils puissent être qualifiés de sous-villes ;
3. Construire des parcs, des places et des bâtiments publics qui aèrent la masse résidentielle, ce qui permet aussi d'augmenter les usages et les fonctions du quartier ;
4. Créer une identité commune au quartier.

Jacobs est particulièrement critique à l'égard des programmes de rénovation urbaine qui ont démoli des quartiers entiers, comme le district de Fillmore à San Francisco, provoquant une diaspora de résidents pauvres. Elle affirme que ces politiques détruisent les communautés et les économies innovantes en créant des espaces urbains isolés et contre nature (voir les notions de non-lieu et d'hyperréalité).

## Alternatives proposées
Pour éviter cette situation, Jacobs décrit « quatre générateurs de diversité » qui « créent des espaces économiques intéressants » :
1. Une mixité des usages primaires, rendant la rue active à différents moments de la journée ;
2. Des blocs de taille restreinte, permettant aux piétons de se déplacer plus facilement ;
3. Des bâtiments d’âges et d’états variés ;
4. Une certaine densité de population et de passage.

L'esthétique mise en avant par Jane Jacobs peut être considérée comme opposée à celle des modernistes, car elle défend la redondance et le dynamisme plutôt que l'ordre et l'efficacité. Elle cite fréquemment Greenwich Village, à New York, comme exemple de communauté urbaine dynamique. Ce "village", comme de nombreuses autres communautés similaires, pourrait bien avoir été préservé, au moins en partie, grâce à ses écrits et à son activisme.

## Critique et influence
Déclin et survie des grandes villes américaines est l'ouvrage le plus influent de Jane Jacobs et est toujours largement lu à la fois par les professionnels de l'urbanisme et par le grand public[réf. nécessaire]. Il a été traduit en six langues et s'est vendu à plus d'un quart de million d'exemplaires. L'urbaniste et théoricien Lewis Mumford, tout en trouvant à redire à sa méthodologie, a encouragé les premiers écrits de Jacobs dans le New York Review of Books. Le livre de Samuel R. Delany, Times Square Red, Times Square Blue, s'appuie largement sur le livre de Jacobs dans son analyse de la nature des relations sociales en milieu urbain.
Le livre a joué un rôle majeur en retournant l'opinion publique contre les planificateurs modernistes, notamment Robert Moses. Robert Caro a cité le livre de Jacobs comme étant sa plus forte influence pour l'écriture de The Power Broker, la biographie qu'il a réalisée sur Robert Moses. Le livre a également contribué à ralentir le réaménagement effréné de Toronto (Ontario, Canada) où Jacobs s'était impliquée dans la campagne pour interrompre la construction de la Spadina Highway (en).
La publication influence considérablement le mouvement du nouvel urbanisme lors de son essor durant les années 1980.